# Acanthopagrus chinshira
Acanthopagrus chinshira is een  straalvinnige vissensoort uit de familie van zeebrasems (Sparidae). De wetenschappelijke naam van de soort is voor het eerst geldig gepubliceerd in 2008 door Kume & Yoshino.